# Olimpiada szachowa 1952
Olimpiada szachowa 1952 rozegrana została w Helsinkach w dniach 9–31 sierpnia 1952 r.

## 10. olimpiada szachowa mężczyzn
Wyniki końcowe finałów A i B (25 drużyn, eliminacje w trzech grupach + trzy finały, system kołowy).
| Miejsce          | Kraj              | Punkty |
| ---------------- | ----------------- | ------ |
| Finał A (8 rund) |                   |        |
| 1                | ZSRR              | 21     |
| 2                | Argentyna         | 19½    |
| 3                | Jugosławia        | 19     |
| 4                | Czechosłowacja    | 18     |
| 5                | Stany Zjednoczone | 17     |
| 6                | Węgry             | 16     |
| 7                | Szwecja           | 13     |
| 8                | RFN               | 10½    |
| 9                | Finlandia         | 10     |

| Miejsce          | Kraj     | Punkty |
| ---------------- | -------- | ------ |
| Finał B (8 rund) |          |        |
| 10               | Holandia | 21     |
| 11               | Izrael   | 19½    |
| 12               | Polska   | 16½    |
| 13               | NRD      | 16½    |
| 14               | Dania    | 16     |
| 15               | Kuba     | 15     |
| 16               | Anglia   | 14     |
| 17               | Austria  | 13     |
| 18               | Włochy   | 12½    |

| Miejsce | Medaliści + skład reprezentacji Polski                                                                       |
| ------- | --- |
| 1       | Paul Keres, Wasilij Smysłow, Dawid Bronstein, Jefim Geller, Izaak Bolesławski, Aleksandr Kotow               |
| 2       | Miguel Najdorf, Julio Bolbochán, Erich Eliskases, Herman Pilnik, Héctor Rossetto                             |
| 3       | Svetozar Gligorić, Braslav Rabar, Petar Trifunović, Vasja Pirc, Andrija Fuderer, Borislav Milić              |
|         | Alfred Tarnowski, Andrzej Pytlakowski, Kazimierz Plater, Bogdan Śliwa, Władysław Litmanowicz, Izaak Grynfeld |